# Юрі Аррак
Юрі Аррак (ест. Jüri Arrak; 26 жовтня 1936, Таллінн — 16 жовтня 2022, там само) — естонський художник, графік, художник по металу, основоположник естонського авангардизму.

## Біографія

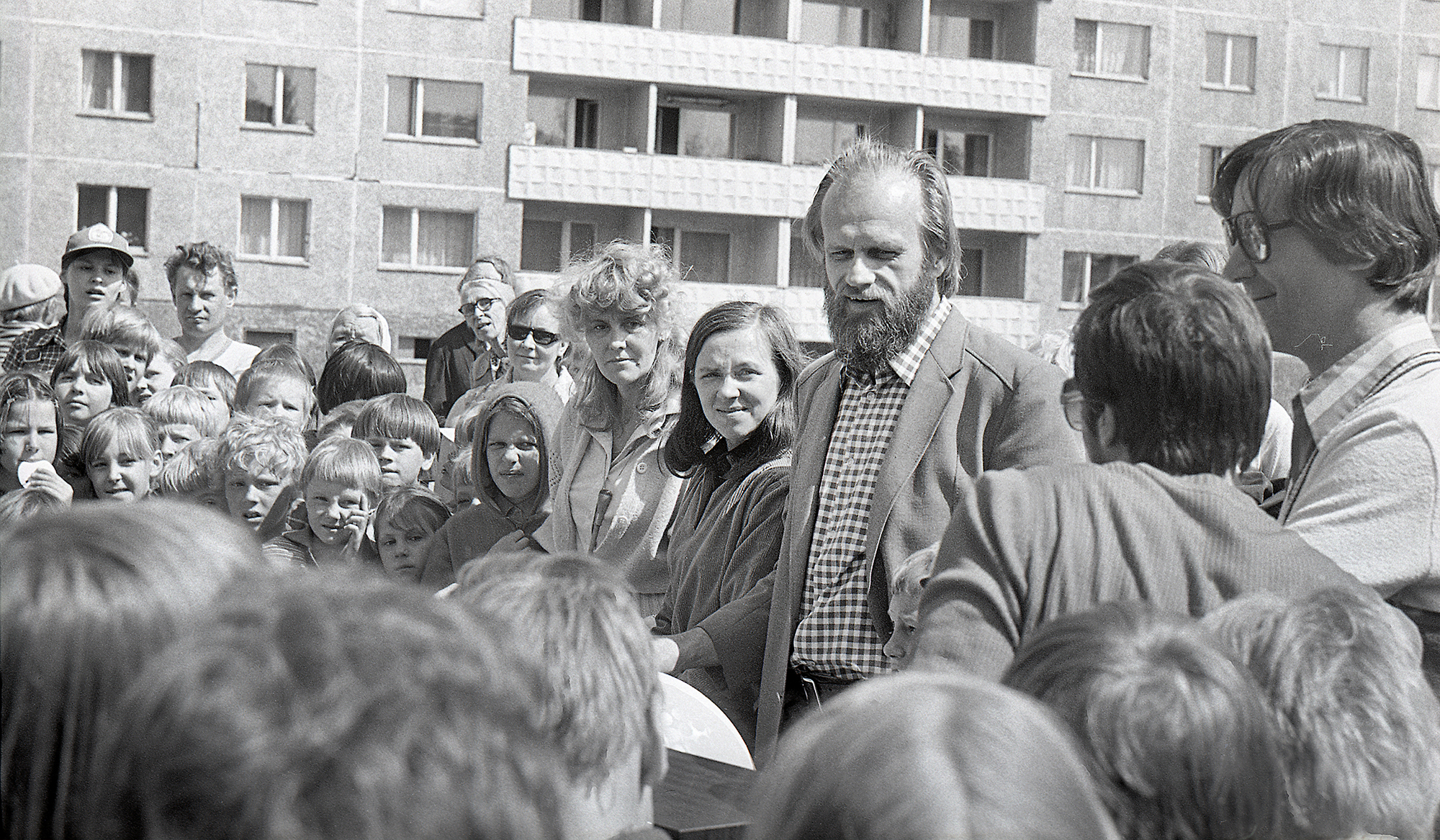
Юрі Аррак, 1981

Народився 26 жовтня 1936 року в Таллінні в родині службовців.
У 1955 році закінчив гірничий технікум (Tallinna Mäetehnikum) в Таллінні (картина «Лава», 1966), працював у Санкт-Петербурзі таксистом (робота «Таксі», 1966).
У 1966 році закінчив Естонську академію мистецтв за фахом «художник по металу» і з 1968 по 1969 роки працював на кіностудії «Таллінфільм» художником по металу, художником-постановником (фільми «Гладіатор», 1969; «Учитель», 1979; «Зійти на берег», 1972).
З 1969 року член Спілки художників Естонії.
З 1972 по 1973 роки — голова секції графіки Естонської Спілки художників.
З 1982 по 1987 — голова секції живопису.
З 1996 по 1997 роки працював професором Тартуського університету.
З 2003 року — член Європейської академії наук і мистецтв.

## Творчість
Творчості художника характерне звернення до теми релігійної філософії (картина «Prohvet» («Пророк»); вівтар у церкві Халлісте) і естонського національного епосу.
Його роботи експонуються в KUMU, Музеї сучасного мистецтва в Нью-Йорку, Краківському національному музеї, Третьяковській галереї в Москві, музеї Людвіга, музеї Рандерса, Нарвському музеї («Сім'я» (1978) і «Вар'єте» (1980)) та багатьох інших художніх музеях.

## Виставки

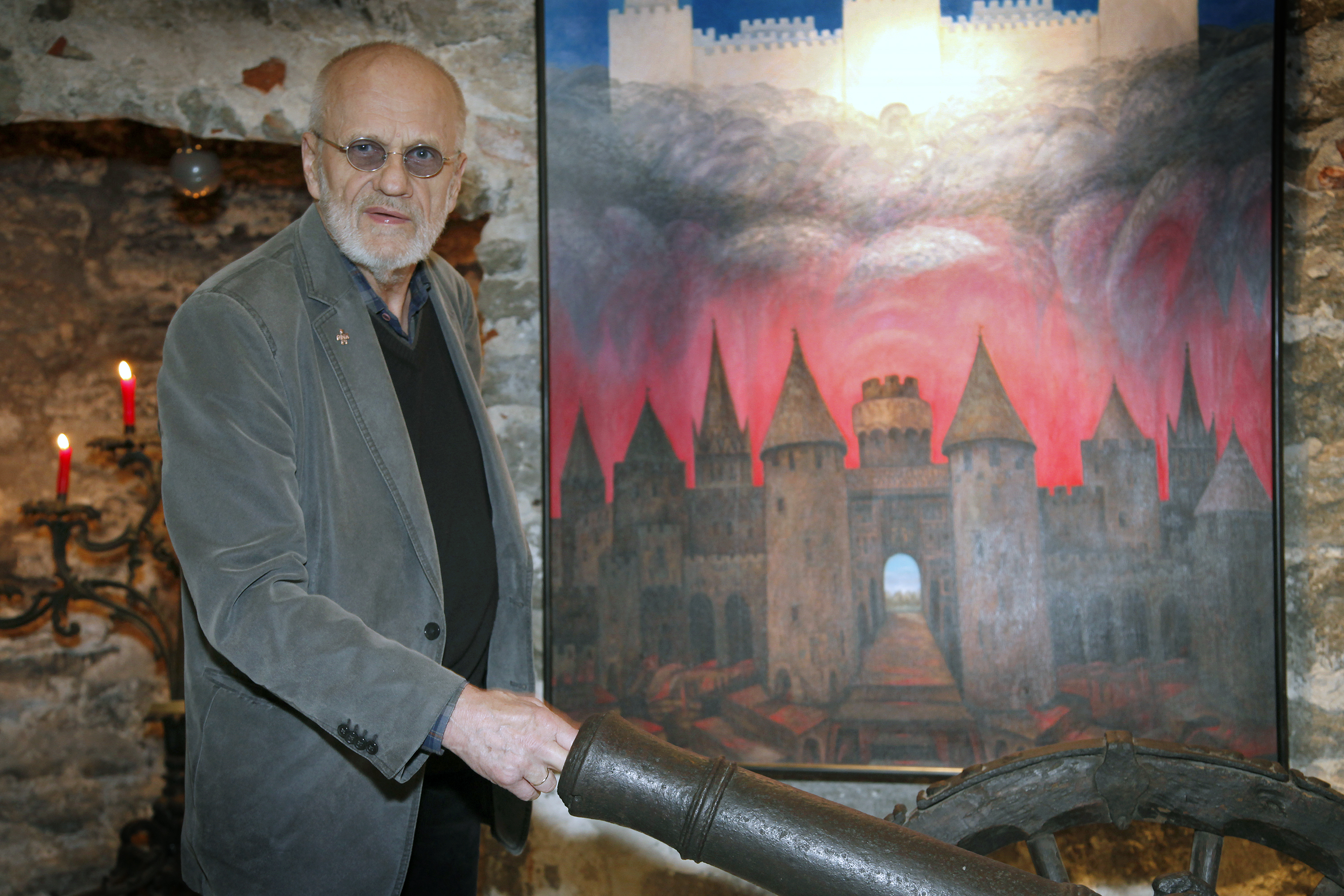
Юрі Аррак, 2013

На його рахунку 90 персональних виставок.
- «Tagasivaatav mees» (2006)
- «Vaimne tee» («Духовний шлях») (Пярну, 2011)[7]

## Нагороди
Удостоєний 14 великих нагород, в тому числі:
- Орден Білої зірки (2000)

## Родина
- Батько — Карл Аррак
- Зведений брат — Генно Аррак (Henno Arrak)
- Дружина — Урве Аррак (Urve Arrak) (1938—2011), художник по шкірі. У шлюбі з нею народилося двоє синів.
  - Син — Арно Аррак (Arno Arrak) (р. 1963), художник
- Дружина — Іві Аррак, художник

## Цікаві факти
- За власним твердженням, переміг алкоголізм і тепер не вживає міцні напої.[8]
- Спробував себе в літературній творчості, написавши дитячу книжку «Майв» (змінене естонське «vaim» — «дух»).
- У 1982 році як художник і режисер брав участь у створенні мультфільму «Великий Тилль / Suur Tõll». Пізніше за мотивами мультфільму була видана дитяча книжка, що складається з 28 великих ілюстрацій Юрі Аррака з коротким переказом сюжету. У 2010 естонський фолк-метал — гурт Metsatöll використовувала фрагменти мультфільму в своєму кліпі «Vaid Vaprust» (Просто хоробрість)[9].
- В оформленні альбому «Äio» гурту Metsatöll була використана картина художника «Kuju kujuga» («Форма з формою»), створена в 1999 році і нині перебуває в приватній колекції.[10]